# بني عامر (المنيا)
قرية بني عامر  هي إحدي القرى التابعة لمركز العدوة بمحافظة المنيا في جمهورية مصر العربية. حسب إحصاءات سنة 2006، بلغ إجمالي السكان في بني عامر 6349 نسمة، منهم 3238 رجل و3111 امرأة.